# Tiubie
Tiubie – osiedle typu miejskiego w Rosji, w Dagestanie. W 2010 roku liczyło 6496 mieszkańców.